# Attentats du 17 octobre 2017 en Afghanistan
Les attentats du 17 octobre 2017 sont une série d'attentats terroristes perpétrés dans deux villes afghanes : Gardiz (province de Paktiyâ) et Ghazni (capitale de la province de Ghazni). Ces attaques ont fait au moins 71 morts et 170 blessés. Les talibans revendiquent ce double attentat.